# 発電用施設周辺地域整備法施行令
発電用施設周辺地域整備法施行令（はつでんようしせつしゅうへんちいきせいびほうしこうれい、昭和49年8月19日政令第293号）とは日本の政令。主に電源三法の一つ発電用施設周辺地域整備法による交付金の交付規程と使途について定めた政令である。

## 交付金の対象となる発電所の種類及び規模
（発電用施設の規模）
- 第二条 　法第二条 の政令で定める規模は、次のとおりとする。
  - 一 　原子力発電施設にあつては、出力三十五万キロワット（機構が設置するものにあつては、出力十五万キロワット）
  - 二 　水力発電施設にあつては、出力千キロワット
  - 三 　地熱発電施設にあつては、出力一万キロワット
  - 四 　火力発電施設（沖縄県の区域に設置されるものに限る。）にあつては、出力八万キロワット